# Clerithes decoratus
Clerithes decoratus är en insektsart som beskrevs av Marius Descamps 1977. Clerithes decoratus ingår i släktet Clerithes och familjen Thericleidae. Inga underarter finns listade i Catalogue of Life.